# نيل دان
نيل دان (بالإنجليزية: Neal Dunn)‏ هو مصرفي وطبيب مسالك بولية وسياسي أمريكي، ولد في 16 فبراير 1953 في بوسطن في الولايات المتحدة. حزبياً، نشط في الحزب الجمهوري. في انتخابات مجلس النواب الأمريكي 2016، انتخب عضو مجلس النواب الأمريكي عن دائرة Florida's 2nd congressional district ‏ وقد انضم خلال فترته النيابية ‏ (3 يناير 2017 – 3 يناير 2019)  للكتلة البرلمانية الحزب الجمهوري.

## وصلات خارجية
- الموقع الرسمي